# رنتون، دونبارتونشر غربی
رنتون (به انگلیسی: Renton) یک روستا در بریتانیا است که در دونبارتونشر غربی واقع شده‌است. رنتون ۲٬۱۳۸ نفر جمعیت دارد.